# Stenbockslåtar
Stenbockslåtar är en svit låtar som spelas på fiol omstämd till A-E-a-ciss, så kallad näckstämning, eller a-durstämning. I sviten ingår Stenbockens marsch, Stenbockens polska och Stenbockens vals. Låtarna är spridda i många varianter över hela landet med andra namn som Näckens polska, Tyska klockorna etc. Melodierna spelas med utnyttjande av medklingande lösa strängar som klingar i a-durackord och med "klonkar", det vill säga pizzicaton, på de lösa strängarna och "rullstråk", det vill säga brutna ackord över tre strängar.
Låtarna antas vara hyllnings- eller triumfmusik efter Magnus Stenbocks vinst över danskarna i slaget vid Helsingborg 1710. 
En svit med närliggande melodier kallas Slaget vid Ringstorp (platsen utanför Helsingborg där slaget stod) och består av tre delar: 1. Stenbockens fältmarsch, 2. Getapågarnas framryckande och 3. Danskarnas reträtt. 
En annan svit (eller en grupp sviter) som också räknas till stenbockslåtarna är de med namnet Bohus belägring. 
- En indelas i tre delar: 1. Bohus belägring av Måns Bock, 2. Stenbockens högsta åstundan och 3. Stenbockens polska
- En annan i fyra delar: 1. Dansken skjuter, 2. Svenskens jämmer, 3. Svensken skjuter, 4. Danskens jämmer.

Musiken är ren programmusik som ska illustrera marscherande, framryckande och ridande (rullstråk mm), skjutande (pizzicaton), jämmer (dissonanser). Ett flertal stenbocksmelodier finns upptecknade i standardverket Svenska Låtar framför allt i skånedelarna.